# Ondergrondse CO2-opslag

Schematische voorstelling van de opslag van CO_{2}, afkomstig uit een steenkoolcentrale

Ondergrondse CO2-opslag (internationaal afgekort met CCS van carbon capture and storage), met name in Vlaanderen CO2-captatie of koolstofcaptatie genoemd, is het ondergronds opslaan van afgevangen kooldioxidegas dat vrijkomt bij de verbranding van (fossiele) brandstoffen.
CCS is een techniek waarmee fossiele brandstoffen (bijna) klimaatneutraal kunnen worden toegepast. Door het broeikasgas CO2 dat uit de verbranding van deze koolwaterstoffen ontstaat af te vangen en in ondergrondse reservoirs op te slaan komt die CO2 niet in de atmosfeer terecht.
Toepassing van CCS bij energieopwekking wordt ook wel 'schoon fossiel' genoemd. Er komen bij toepassing van CCS wel afvalgassen vrij die niet worden opgevangen.
CCS is een verzamelnaam van veel verschillende opties voor het afvangen, transporteren en het ondergronds opslaan van CO2. CCS kan ook worden toegepast in de industrie, bijvoorbeeld bij cement-, kunstmest- of staalproductie, waarbij ook CO2 vrijkomt.

## Projecten
- Sinds de aanvangsjaren zeventig van de vorige eeuw injecteren oliemaatschappijen CO2 in olie- en gasreservoirs om de opbrengst van de bestaande velden te vergroten.

- Sinds 2004 zijn in het K12-B-veld op de Noordzee de operator (GDF SUEZ E&P Nederland) en TNO bezig met een demonstratieproject om CO2 te herinjecteren in het gasveld waaruit het geproduceerd werd. K12-B was de eerste locatie wereldwijd waar deze techniek werd toegepast.

- Shell Nederland Raffinaderij B.V. (SNR) had tot in november 2010 een project in voorbereiding om CO2, die bij de raffinaderij in Pernis bij de productie van waterstof vrijkomt, per pijpleiding naar Barendrecht te transporteren en in een leeg aardgasveld te injecteren voor permanente opslag.[1] De plannen voor opslag van CO2 onder Barendrecht zijn door de Nederlandse overheid in november 2010 geschrapt nadat bleek dat onder de bevolking onvoldoende draagvlak bestond. Sindsdien wordt gezocht naar een opslagplaats in het noorden op een van de locaties Boerakker, Sebaldeburen of Eleveld. Op deze plekken is eveneens protest gerezen tegen de plannen onder gemeenten en bevolking.

- OCAP neemt 40% van de vrijgekomen CO2 over en transporteert en distribueert de CO2 van Pernis (Shell Nederland Raffinaderij B.V. (SNR)) en Alco aan glastuinbouwers in het Westland, Lansingerland en Delfgauw.[2] Voor de opslag en het transport van CO2 wordt gebruikgemaakt van een oude oliepijpleiding van de Nederlandse Pijpleidingmaatschappij (NPM). In de kassen wordt een overmaat aan CO2 gebracht, waarvan een gedeelte wordt opgenomen door het gewas. Het restant wordt afgevoerd naar de atmosfeer. De extra CO2 die door het gewas wordt opgenomen wordt kortstondig gebonden. Jaarlijks wordt het gewas geruimd en komt de CO2 weer in de atmosfeer. Bij deze methode is er dus geen sprake van duurzame binding van CO2. Wel vermindert dit het stoken van aardgas door tuinders om zo een hogere CO2 concentratie in de kas te hebben.

- OCI Agro (voorheen DSM) heeft een project in voorbereiding om CO2 uit de eigen ammoniakfabriek in Geleen te injecteren in poreuze steen- en kolenlagen ter plaatse, op 1800 meter diepte. De Limburgse Milieufederatie en het Graetheidecomité[3] bestrijden het plan. Zij achten opslag in dit soort lagen veel moeilijker dan opslag in lege gasvelden.

- Een commerciële toepassing van CO2-injectie in een zoutwatervoerende laag vindt plaats bij het gaswinningsplatform Sleipner in de Noordzee. Hier slaat de Noorse staatsoliemaatschappij Statoil CO2 op die vrijkomt bij de productie van aardgas (sinds 1996: ca. 1 miljoen ton CO2 opgeslagen per jaar).

- Sinds 2012 liep er een project van Havenbedrijf Rotterdam, samen met de energiebedrijven E.ON en GDF Suez voor de eerste grootschalige opslag van CO2 in het P18-veld, diep onder de Noordzeebodem, onder de naam Rotterdam Opslag en Afvang Demonstratieproject (ROAD). Evenals het eerste Nederlandse K12-veld en het eerste Noordse Sleipnerveld maakte dit grootschalige project onderdeel uit van de CCS-demonstratieprojecten van de Europese Unie. ROAD werd in 2017 stopgezet na de terugtrekking van E.ON. en GDF Suez.

Sinds 2018 werken Havenbedrijf Rotterdam, Gasunie en EBN aan een alternatief project onder de naam Porthos. De gebruikte aanduiding voor de techniek is Carbon Capture Utilisation and Storage, kortweg CCUS. CO2 uit de Haven van Rotterdam moet daarbij worden verzameld en opgeslagen in het P18-veld.
- Een van de grootste CCS-projecten, de Gorgon LNG-site van Chevron Oil op het Australische Barroweiland, heeft in 2021 slechts 30% van de ongeveer 15 miljoen ton CO2 ondergronds gestockeerd, sinds Gorgon in maart 2016 begon met de productie van gas. Dat de doelstelling van 80% niet binnen bereik kwam, wijst volgens Bloomberg op de magere perspectieven van de CCS-technologie in de praktijk.[5]

- In IJsland ging op 9 september 2021 het Orca-project[6] van start. Met de installatie, een samenwerking tussen Climeworks (bouw) en Carbfix (CO2-mengeling), wordt CO2 met water vermengd en geïnjecteerd in basaltgesteente op 1.000 meter diepte. Orca zal  jaarlijks 4.000 ton CO2 afvangen, een minieme fractie van de totale jaaruitstoot in de wereld die voor 2021 op 36 miljard ton CO2 werd geraamd.[7][8]

- De Europese Unie ondersteunt enkele CCS-projecten via het EU-Innovatiefonds, in het kader van de emissiehandel (EU-ETS). Het ging in 2021 om geplande projecten in België (Ineos, Antwerpen) en Zweden (Exergi, Stockholm).[9]

- Het Maleisische energiebedrijf Petronas financierde in april 2022 een CCS-project voor de kust van Sarawak.[10]

## Afvang
De CO2 die wordt gevormd bij de verbranding van fossiele brandstoffen kan op twee plaatsen in het verbrandingsproces worden afgevangen: voor en na de verbranding. Hiervoor bestaan verschillende technieken, die 85 tot 95 % van alle CO2 kunnen afscheiden uit de rookgassen. Afscheiden en opslaan kosten 10 tot 40% extra energie, afhankelijk van de gebruikte technologie. De afgescheiden CO2 kan worden opgeslagen in lege gasvelden en watervoerende lagen.
- Bij afvang van CO2 na de verbranding ('post-combustion') worden de rookgassen 'gewassen' in een gaswasser. Speciaal ontwikkelde absorbenten nemen de CO2 op en geven die elders weer af, waarna de CO2 kan worden opgeslagen en het absorbens kan worden hergebruikt. Momenteel wordt vooral gewerkt met amines, maar die kosten relatief veel extra energie om de CO2 weer af te scheiden. Nieuwe stoffen zijn in ontwikkeling.

- Afvang van CO2 voor de verbranding ('pre-combustion') kan worden toegepast in verschillende processen. De fossiele brandstof wordt met behulp van zuurstof en/of water omgezet in syngas (een mengsel van koolmonoxide en waterstof). Vervolgens wordt stoom toegevoegd en de water-gas-shift-reactie gebruikt om CO en water gedeeltelijk om te zetten in CO2 en H2. Door het afscheiden van CO2 wordt deze omkeerbare chemische omzetting beïnvloed ('shift') en ontstaat een gas met vrijwel zuiver waterstof. Bij verbranding levert waterstof alleen water op en geen CO2.

Dit proces wordt al lang toegepast in de industrie, bijvoorbeeld bij ammoniakproductie en bij raffinaderijen. Toegepast in een kolenvergasser voor stroomproductie is pre-combustion erg flexibel. Het kan fluctuaties in de stroomvraag opvangen doordat bij een lage stroomvraag het gas in het aardgasnet kan worden ingevoed.
- Een derde type afvangtechnologie is verbranding met zuivere zuurstof (oxyfuel). Hierbij blijven de rookgassen vrij van stikstofverbindingen en bevatten zij een hoog percentage CO2 dat gemakkelijk is af te vangen. Voor deze technologie is wel de productie van pure zuurstof noodzakelijk. Deze technologie wordt al geruime tijd toegepast bij de glasproductie.

### BECCS
Negatieve CO2-emissies kunnen verkregen worden door biobrandstofcentrales te voorzien van een afvangtechnologie. Biobrandstof wordt verkregen uit biologische organismen zoals koolzaad die tijdens hun levensloop CO2 uit de atmosfeer opnemen. Tijdens de verbranding in de centrale wordt deze CO2 opgevangen en nadien in de ondergrond opgeslagen. Deze methode voor het reduceren van de hoeveelheid CO2 in de atmosfeer wordt BECCS (Bio-Energy Carbon Capture Storage) genoemd.

## Geologische effecten
Immobilisatie van koolstofdioxide in voormalige gas- en oliereservoirs of in zoutwatervoerende lagen geschiedt in poreuze gesteentelagen op een diepte van veelal 0,8 tot 3 kilometer. De reservoirgesteenten die hiervoor geschikt zijn, zijn veelal zandsteen, kalk en dolomiet.

### Insluiting
In het begin zal het CO2 vooral aanwezig zijn in de grootste poriën van het gesteente. Het zal door een drukverschil opwaarts migreren naar de afsluitende bovenlaag (structurele insluiting). Na verloop van tijd begint het CO2 naar de microscopische poriën te migreren, waaruit het maar moeilijk kan ontsnappen als gevolg van de capillaire krachten (residuale insluiting). Komt het opwaarts migrerende CO2 onderweg het zoute formatiewater tegen, met een maximum van 400 gram zout per liter, dan zal een zeer klein gedeelte in het water oplossen (insluiting door oplossing). Het chemisch opgeloste CO2 in het zwaarder wordende zoute formatiewater kan nu een permanente chemische binding aangaan met het reservoirgesteente (minerale insluiting).

### Transport door diffusie
De twee laatstgenoemde stappen, die van de mineralisatie en de insluiting door het chemische oplossen (geochemische insluiting), verlopen in het reservoir maar uiterst langzaam in vele eeuwen tot duizenden jaren. Uiteindelijk zal al het opwaarts migrerende CO2 chemisch in het uiterst langzaam neerwaarts bewegende formatiewater door diffusie zijn opgelost. Diffusie is het trage transport van CO2 in een vloeistof door verschil in concentratie.

### Chemische aspecten
Voornamelijk de aanwezigheid van basische gesteenten, kleien en veldspaten kunnen in de minerale insluiting met het chemisch opgeloste CO2 nieuwe vaste mineralen vormen. Ook kunnen carbonaten (CO32-) als vrije anionen afhankelijk van de kationensamenstelling (Fe3+, Ca2+, Mg2+) uit het water als een nieuwe vaste stof neerslaan op randen van korrels en in kleine breuken. Hiervoor is altijd wel een weinig ijzer, calcium en magnesium aanwezig om tot mineralisatie te komen. Zo kunnen op kleinschaligheid breukjes indien de afsluitende bovenlaag uit kleisteen bestaat, worden opgevuld met een carbonaatneerslag.

### Fysische aspecten
Het zoutgehalte in het formatiewater neemt op diepten tussen 1 en 4 kilometer toe van 100 naar 400 gram per liter maar kan afhankelijk van de geologische formatielaag met een factor 10 kleiner zijn. Het fysisch zwaarder wordende formatiewater heeft geen opwaartse stuwkracht en maakt geen deel uit van de hydrologische kringloop, (geologische insluiting). Hierop is het onderscheid geformuleerd tussen de diepe en ondiepe ondergrond.

### Diepe en ondiepe ondergrond
De ondiepe ondergrond is dat deel waarin het grondwater van nature via stromingspatronen deelneemt aan de hydrologische kringloop van het water. De diepe ondergrond is dan dat deel waarin het water niet in stroming is en dus geen deel kan uitmaken van de hydrologische kringloop. Ontsnapping van het chemisch opgeloste CO2 uit een watervoerende diepe laag of voormalig gasreservoir naar het erboven gelegen watercirculatiesysteem van de ondiepe ondergrond kan alleen plaatsvinden via het zeer trage transport van 'koolstofdioxide'-diffusie op basis van concentratieverschil.

## CO2-leidingen en bestemmingsplannen
De transportleidingen van CO2 moeten worden opgenomen in bestemmingsplannen. De bestemmingsplannen kunnen worden bekeken op de website Ruimtelijke Plannen. De leidingen worden verantwoord onder het hoofdstuk Extern risico. De buisleidingen met een verhoogd risico zijn ook terug te vinden op de Risicokaart.
Gewoonlijk wordt een milieueffectrapportage (MER) opgesteld en een risicoanalyse uitgevoerd. Anders is dat in de gemeente Zoetermeer. Daar wordt een olieleiding in strijd met het bestemmingsplan al vanaf 2005 hergebruikt voor CO2 opslag en transport. In het najaar 2012 probeert men met een "vrijwillige Milieueffectrapportage Beoordeling" (geen MER dus), de leiding te legaliseren. Om planschadeclaims te voorkomen heeft men technieken ontwikkeld om gevaarlijke leidingen in bestemmingsplannen aan de aandacht te onttrekken.

## Afwegingen

### Risico's van CO2
Het transport per pijpleiding en de ondergrondse opslag zijn niet zonder gevaar. Kooldioxide is niet giftig maar kan in hoge concentraties de zuurstof verdringen en verstikkend werken. Wanneer de CO2 zich niet mengt met de omliggende lucht kan het, door de hoge massadichtheid, dicht aan het aardoppervlak blijven hangen en verstikkend werken voor de mens en leiden tot uitval van verbrandingsmotoren.
CO2 hoeft niet gevaarlijk te zijn wanneer het zich kan mengen met de lucht uit de omgeving. CO2 is zwaarder dan de omringende lucht en zuurstof. Het gevaar bestaat dat CO2 als een deken aan het oppervlak blijft liggen en de zuurstof verdringt. Een lekkende leiding kan daarom gevaarlijker zijn dan een opengescheurde leiding omdat de CO2 zich minder snel zal mengen met de omringende lucht. Windstil weer en inversie (mist) zijn omstandigheden die bij een lekkende leiding tot gevaarlijke situaties kan leiden.

### Voordelen
Van de optie 'CCS in Nederland' heeft de "Argumentenfabriek" in 2010 in opdracht van het nationale onderzoekprogramma "CATO-2" een 'Argumentenkaart' gemaakt. Daarin staan de voor- en nadelen van CCS in Nederland op een rij. Enkele belangrijke voordelen:
- CCS zal een rechtstreekse bijdrage kunnen leveren aan het bestrijden van een klimaatverandering.
- CCS kan ervoor zorgen dat duurzame energie zoals zonne- en windenergie wat langer de tijd krijgen om tot volle wasdom te komen terwijl tegelijk het klimaatprobleem wordt aangepakt.
- CCS maakt het mogelijk dat de nog aanwezige voorraden fossiele brandstoffen (vooral steenkolen) worden verstookt met een lage CO2-uitstoot.
- Volgens schattingen van het IPCC kan CO2-afvang en opslag bij de productie van elektriciteit, afhankelijk van de brandstof en de gebruikte technologie, vaak concurreren met alternatieve CO2-arme technologieën zoals windmolens op zee of zonnepanelen.[14]

### Nadelen
De nadelen van CO2-opslag lopen deels parallel met de twijfels rond BECCS, en zijn onder andere:
- Het hogere energieverbruik (Circa 40% meer brandstof), waardoor afhankelijkheid van fossiele brandstoffen en de landen die ze exporteren vergroot wordt.
- De hoge kosten voor de aanleg en het exploiteren van de infrastructuur.[15]
- De techniek is op dit moment nog niet rendabel. Bij toepassing in een energiecentrale zou de inkoopprijs van elektriciteit kunnen verdubbelen. Wel zou door innovatie de techniek in de toekomst goedkoper kunnen worden. Een toename van de CO2-waarde in het Europese emissiehandelssysteem (ETS) zou de techniek aantrekkelijker kunnen maken.[16]
- Er zijn nog onbekende risico's, vooral bij transport en opslag. Er is bijvoorbeeld een kans dat de opgeslagen kooldioxide later in de leefomgeving en alsnog in de atmosfeer terechtkomt. Als CO2 onder de zeebodem of uit een ondergrondse opslag ontsnapt dreigt verzuring van het (zee)water.
- Onduidelijk is nog wie verantwoordelijk is voor de lange-termijnopslag van CO2. Voor bedrijven vormt langdurige aansprakelijkheid voor opgeslagen CO2 een drempel voor de toepassing van CCS.
- CO2 kan verbindingen aangaan met ondergrondse gesteenten, cement en leidingen en zou kunnen leiden tot bodemstijging als het volume in de ondergrond toeneemt.
- Verschillende onderdelen van CCS worden al jarenlang op industriële schaal toegepast, maar nog niet op grote schaal in een complete keten van afvangen-transporteren-opslaan. CCS is dus een enigszins nieuwe technologie.
- De aandacht en de financiële steun voor CO2-opslag gaan mogelijk ten koste van de ontwikkeling van duurzame energiebronnen.

### Alternatieven
CO2 dat ontstaat uit verbranding van (fossiele) brandstoffen kan ook gebruikt worden voor:
- bevordering van de fotosynthese.
  - In broeikassen. Kassen zijn vaak voorzien van CO2-kanonnen. Hierbij worden fossiele brandstoffen verbrand zodat extra CO2 tot betere plantengroei leidt. Later kwamen er ook warmtekrachtkoppelingen waarbij gasmotoren elektriciteit produceren naast warmte en CO2.
  - Bij algenkweek als grondstof voor visvoer, hoogwaardige vetzuren, medicijnen of biobrandstoffen. Meestal kan naast de CO2, uit dezelfde bron, ook afvalwarmte benut worden.
- omzetten in grondstof via alternatieve fotosynthese (in ontwikkeling)[17]
- omzetting in methanol
  - Door CO2 te binden met waterstof kunnen nieuwe koolwaterstoffen worden geproduceerd. Op IJsland, waar door geothermie en waterkracht vaak een overschot is aan groene stroom loopt een proef waarbij met duurzame bronnen geproduceerde waterstof wordt gebruikt om methanol te produceren.
- omzetten in CO, om hier vervolgens onder andere synthetische brand- en kunststoffen, elektriciteit of waterstof van te maken.[18]
- samen met broeikasgassen, met behulp van gemodificeerde bacteriën omzetten in chemische basisverbindingen als grondstof voor diverse producten (in ontwikkeling).[19]

### Kritiek
In de discussie over antropogene klimaatverandering, populair de opwarming van de Aarde genoemd, wordt de opslag van CO2 aangewend als een manier om het klimaat wereldwijd te beïnvloeden. Men vraagt zich echter af of de enorme financiële investeringen ten koste gaan van slimmere oplossingen om eventuele klimaatverandering tegen te gaan. Verder is bebossing een goedkopere manier om CO2 op te slaan dan CO2-afvang en -opslag. Een onderzoek binnen de Universiteit van Oxford berekende dat een klimaatscenario waarin het afvangen van CO2 een belangrijke rol speelt, duizenden miljarden dollars zou kosten.